# Newton-on-Rawcliffe
Newton-on-Rawcliffe is een plaats en civil parish in het bestuurlijke gebied Ryedale, in het Engelse graafschap North Yorkshire.